# Ya'ammu Nubwoserre
Nubwoserre Ya'ammu (también traducido como Ya'amu, Jamu y Jaam ) fue un gobernante durante el Segundo periodo intermedio de Egipto. Este gobernante de sangre asiática se sitúa tradicionalmente en la dinastía XVI, una hipótesis que todavía utilizan estudiosos como Jürgen von Beckerath; aunque recientemente Kim Ryholt lo propuso como el segundo gobernante de la XIV Dinastía.

## Identificación
Este gobernante parece haber hecho poco uso del cartucho, que era una prerrogativa faraónica, ya que solo se usaba para el nombre del trono, Nubwoserre, aunque no siempre. Su nombre personal nunca aparece dentro de un cartucho, y simplemente se informa como " el hijo de Ra, Ya'ammu".
Similar a su predecesor sugerido Yakbim Sekhaenre, no hay evidencia directa de que el nombre del trono de Ya'ammu fuera Nubwoserre: la asociación se basa en las características estilísticas de los sellos y fue propuesta por William Ayres Ward y posteriormente elaborada por Ryholt; Daphna Ben-Tor cuestionó esta identificación, señalando que los sellos de los muchos gobernantes que vivieron durante este período son demasiado similares para hacer tales correlaciones sobre la base de meras características de diseño. El Canon de Turín no puede ayudar con este problema ya que el gobernante no aparece en ella, probablemente debido a una laguna.
Suponiendo que Ward y Ryholt tenían razón, Nubwoserre Ya'ammu está atestiguado por 26 sellos de escarabajo bastante toscos (más precisamente, 19 nombrando Nubwoserre y 7 nombrando a Ya'ammu); basado en eso, Ryholt estimó para él una duración de reinado de alrededor de diez años, en el intervalo 1758-1748 a. C. Sin embargo, sobre los eventos de su reinado no se sabe absolutamente nada.
El egiptólogo israelí Raphael Giveon identifica a Ya'ammu con su predecesor propuesto, Yakbim.